# Азаровка (Смоленская область)
Азаровка — деревня в Починковском районе Смоленской области России. Входит в состав Васьковского сельского поселения. Население — 42 жителя (2013 год).
Расположена в центральной части области в 10 км к юго-востоку от Починка, в 0,1 км восточнее автодороги А141 Орёл — Витебск, на берегу реки Свеча. В 6 км юго-восточнее деревни расположена железнодорожная станция Васьково на линии Смоленск — Рославль.

## История
На Плане Генерального Межевания Смоленской губернии (1780-1790) отмечена, как Азарова Буда, Алферова тож.
Согласно списку населённых мест Смоленской губернии от 1859 года в деревне Рославльского уезда Азаровке (Азаровой Буде) 7 дворов и 103 жителя .
По карте РККА 1924,1926 годов уже 38 дворов.
В годы Великой Отечественной войны деревня была оккупирована гитлеровскими войсками в июле 1941 года, освобождена в сентябре 1943 года.
В деревне Азаровка родился Герой Советского Союза Тоболенко Михаил Николаевич (1922 - 1945).